# Бхола (циклон)
Бхолійський циклон 1970 року (англ. 1970 Bhola cyclone) — винятково руйнівний тропічний циклон, що вдарив по Східному Пакистану (зараз Бангладеш) й індійському штату Західний Бенгал 12 листопада 1970 року. Це був рекордний за кількістю жертв тропічний циклон за всю історію, та одне з найгірших стихійних лих. За оцінками від шторму загинуло 300—500 тис. осіб, переважно внаслідок штормового припливу, що затопив багато низьких островів дельти Гангу. Це був шостий та найсильніший циклонний шторм сезону, еквівалентний урагану 3 категорії за шкалою Саффіра-Сімпсона.
Тропічний циклон сформувався в центральній частині Бенгальської затоки 8 листопада і почав рух на північ, при цьому значно підсилившись. Він досяг максимальної сили з вітрами 51 м/с 12 листопада та вийшов на сушу в Східному Пакистані того ж дня. Викликаний циклоном штормовий приплив заввишки 9 м затопив багато прибережних островів, змиваючи селища та сільськогосподарські поля. У найбільш постраждалій упазілі Тазумуддін загинуло приблизно 46,3% населення, всього у постраждалому регіоні загинуло 16,5% населення.
Уряд Пакистану було піддано жорстокій критиці за повільність у здійсненні рятувальних операцій як бангладешцями, так й іноземними ЗМІ. У результаті опозиційна Авамі Ліг здобула повну перемогу на наступних виборах у провінції, а напруження між Східним Пакистаном і головною частиною країни збільшилося, що стало одним з чинників, які привели до війни за незалежність та відокремлення Бангладеш.